# St. Margaretha (Einsbach)

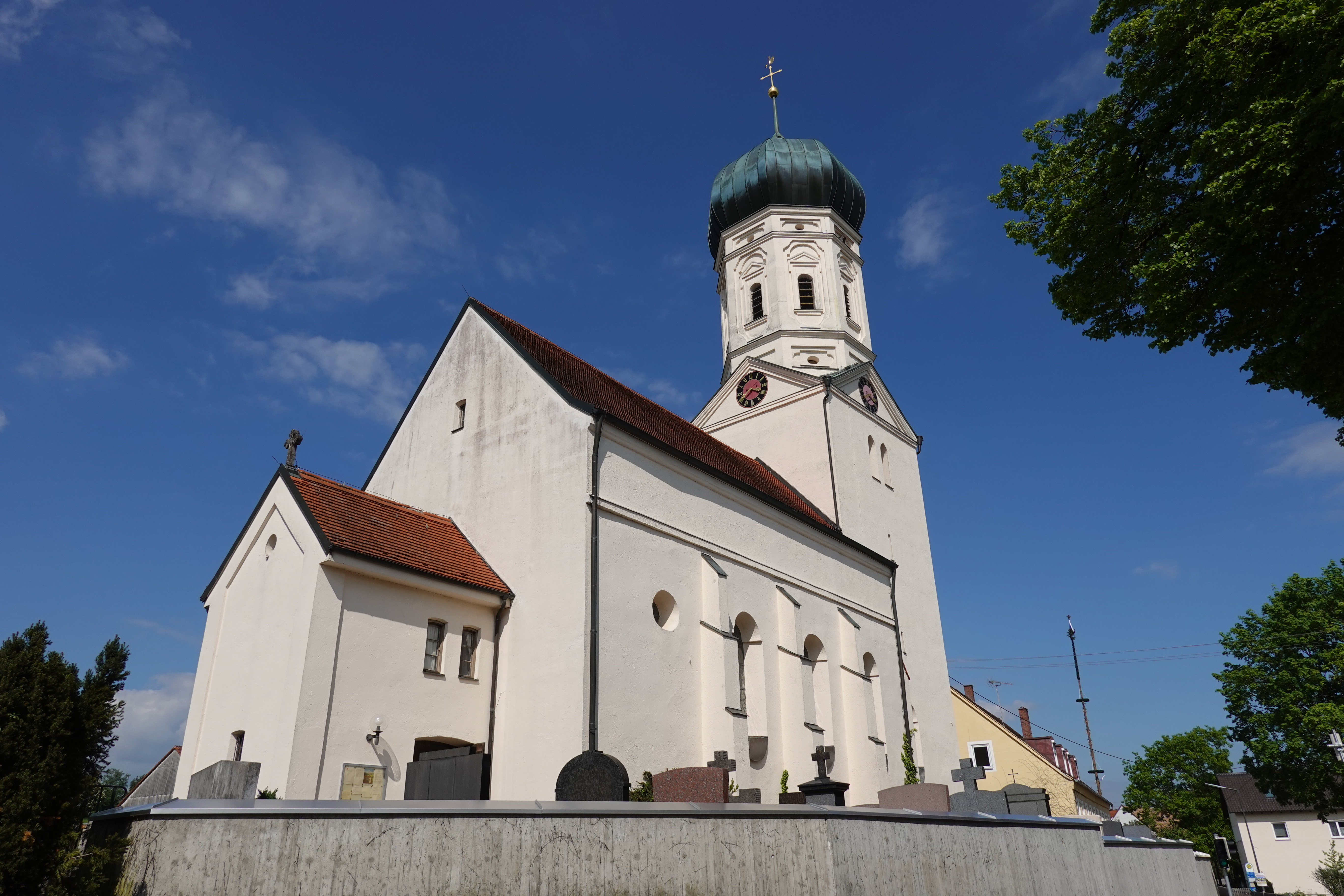
St. Margaretha in Einsbach

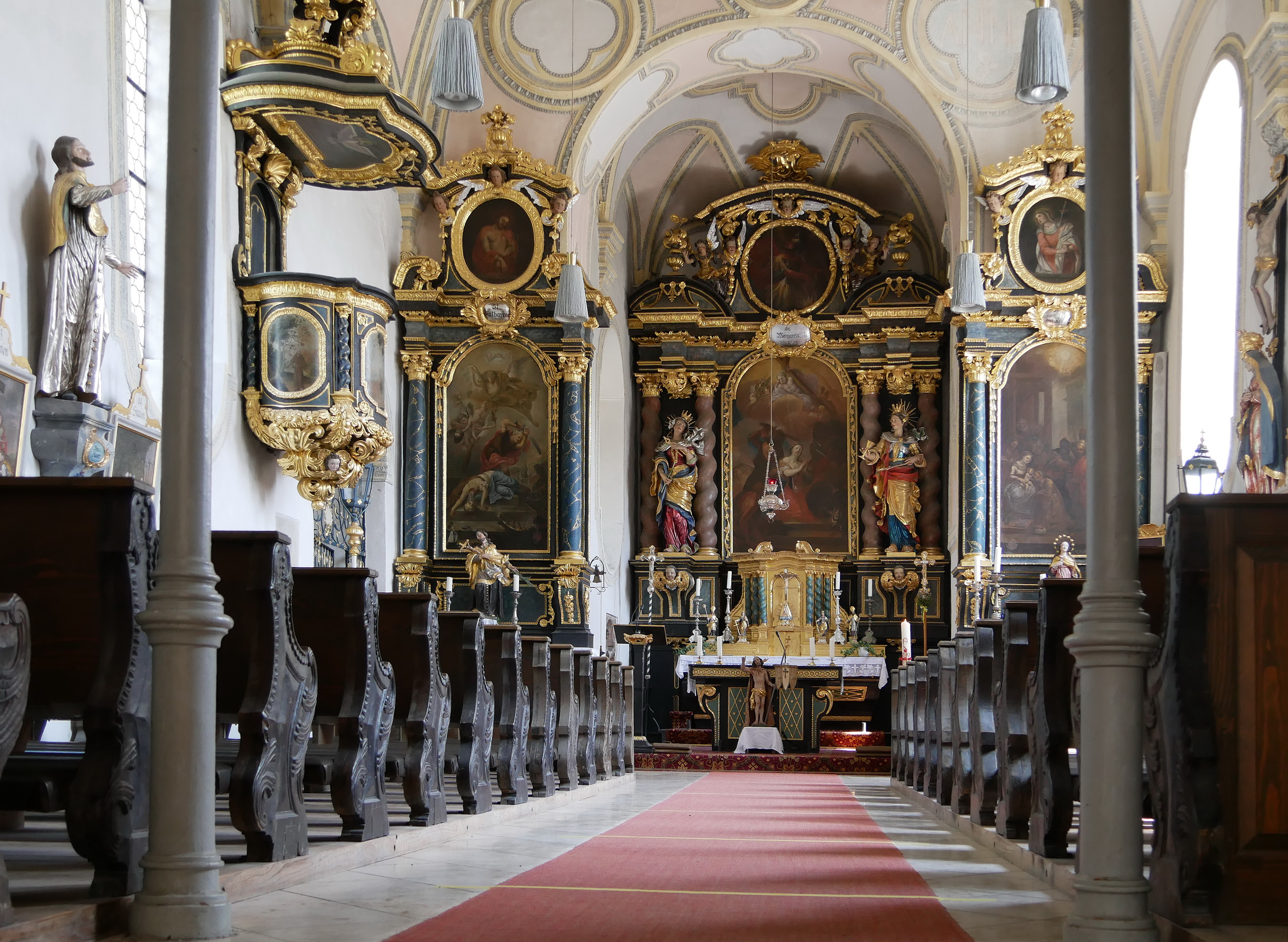
Innenansicht

Die römisch-katholische Pfarrkirche St. Margaretha steht in Einsbach, einem Gemeindeteil von Sulzemoos im oberbayerischen Landkreis Dachau. Das Bauwerk ist in der Liste der Baudenkmäler in Sulzemoos als Baudenkmal unter der Nr. D-1-74-146-9 eingetragen. Die Kirche gehört zum Dekanat Dachau im Erzbistum München und Freising.

## Beschreibung
Die aus dem gotischen Langhaus und dem in den unteren Geschossen romanischen Chorturm im Osten bestehende Saalkirche wurde 1688 barock umgestaltet. Das von Strebepfeilern gestützte Kirchenschiff wurde 1850 nach Westen verlängert und mit einem Vorzeichen versehen. Das über den vier Giebeln mit den Zifferblättern der Turmuhr aufsteigende achteckige Obergeschoss des Turms enthält den Glockenstuhl mit drei Kirchenglocken und ist mit einer Zwiebelhaube bedeckt. Die Sakristei steht an der Nordwand des Chorturms.
Der Innenraum des Langhauses mit vier Joche ist mit einem Stichkappengewölbe auf Konsolen überspannt, der des Chors, d. h. des Erdgeschosses des Chorturms, mit einer Bömischen Kappe. Der Hochaltar stammt von 1697. Sein Altarretabel mit der Darstellung der Margareta von Antiochia wird von Säulen mit gedrehtem Schaft und den Skulpturen der Agatha von Catania und der Barbara von Nikomedien flankiert. Die Orgel wurde 1998 von Norbert Krieger erbaut.